# Pilar Vidal (periodista)
María Pilar Vidal Lloret, conocida como Pilar Vidal (Valencia, 24 de agosto de 1977) es una periodista y directora de televisión española que ha desarrollado su dilatada trayectoria profesional tanto en radio, como en televisión y en medios escritos y digitales.

## Biografía
Es licenciada en Ciencias de la Información por la Facultad de Ciencias de la Información (Universidad Complutense de Madrid), diplomada en Imagen y Sonido por la Universidad CEU San Pablo y máster en Gabinetes de comunicación por la Universidad Camilo José Cela.
En medios digitales e impresos destacan sus trabajos como redactora de La Otra Crónica de El Mundo, su puesto como directora de la sección Jaleos de El Español y su trabajo en la revista Corazón TVE.
En televisión, ha sido subdirectora de Tenemos que hablar, y ha colaborado en numerosos espacios de La 1 y Telecinco como La mañana, Viva la vida, Sálvame, Plan de tarde o Deluxe.
Actualmente compagina sus apariciones en Y ahora Sonsoles y Espejo público con su puesto como directora de la sección Gente en ABC.

## Trayectoria profesional

### Programas de televisión
| Año                      | Título                                       | Cadena        | Rol          |
| ------------------------ | -------------------------------------------- | ------------- | ------------ |
| 2013                     | Tenemos que hablar                           | La 1          | Subdirectora |
| ¿?                       | La mañana                                    | La 1          | Colaboradora |
| 2017-2019; 2021-2022     | Viva la vida                                 | Telecinco     | Colaboradora |
| 2019-2021; 2023-presente | Espejo público                               | Antena 3      | Colaboradora |
| 2019                     | Arusitys Prime                               | Antena 3      | Colaboradora |
| 2022                     | En el nombre de Rocío                        | Telecinco     | Colaboradora |
| 2022                     | ¿Quién es mi padre?                          | Telecinco     | Colaboradora |
| 2022-2023                | Deluxe                                       | Telecinco     | Colaboradora |
| 2022-2023                | Sálvame                                      | Telecinco     | Colaboradora |
| 2023                     | Plan de tarde                                | La 1          | Colaboradora |
| 2023                     | Focus                                        | Cuatro        | Colaboradora |
| 2023                     | Socialité: Especial Coronación de Carlos III | Telecinco     | Colaboradora |
| 2023                     | Sálvame Fashion Week                         | Telecinco     | Participante |
| 2023                     | Deluxe                                       | Telecinco     | Colaboradora |
| 2023-presente            | Y ahora Sonsoles                             | Antena 3      | Colaboradora |
| 2023-presente            | YAS Verano                                   | Antena 3      | Colaboradora |
| 2023-presente            | La Roca                                      | La Sexta      | Colaboradora |
| 2024                     | Ni que fuéramos Shhh                         | Canal Quickie | Invitada     |
| 2024                     | Pasapalabra                                  | Antena 3      | Invitada     |
| 2025                     | Tu cara me suena                             | Antena 3      | Invitada     |

### Programas de radio
| Año | Título             | Cadena  | Rol          |
| --- | ------------------ | ------- | ------------ |
| ¿?  | En casa de Herrero | esRadio | Colaboradora |